# دستور جامع زبان فارسی
دستور جامع زبان فارسی یکی از آثار برجستهٔ عبدالرحیم همایون‌فرخ است که در آن مؤلف به توصیف جنبه‌های گوناگون دستور زبان فارسی می‌پردازد. همایون‌فرخ برای نگارش این کتاب، جایزه کتاب سال سلطنتی و نشان درجه یک از وزارت فرهنگ ایران دریافت کرد.

## نقد و بررسی
امید طبیب‌زاده این کتاب را «بسیار پرمطلب و خواندنی» می‌خواند، اما اشاره می‌کند که «برای استفاده از مطالب این کتاب دستور ارزشمند خود فهرست راهنمای مختصری تهیه کرده‌است تا در هنگام لزوم از آن استفاده کند، وگرنه مطالب کتاب چنان بی‌نظم و مغشوش ارائه شده که محال است کسی بتواند بدون صرف بی‌اغراق ساعت‌ها وقت، به تمام آنچه این کتاب در هر زمینه‌ای می‌تواند در اختیارش بگذارد، دست یابد.»
محمدرضا باطنی در کتاب خود به نام «نگاهی نو به دستور زبان» دستور جامع را یکی از نمونه‌های بسیار بد دستور سنتی می‌داند و آن را کتابی انباشه از غلط، زیاده‌گویی، تکرار، تناقض و آشفتگی معرفی می‌کند چرا که نویسنده به قیاس عربی اسم را به جامد و مشتق تقسیم کرده و اسم‌های مشتق از فعل را تماما از کتاب‌های صرف و نحو عربی برگرفته. این طبقه‌بندی در زبان عربی دلیل صوری دارد زیر هر یک از این اقسام بر وزن یا وزن‌های خاصی از ریشه فعل ساخته می‌شوند در حالی که در فارسی چنین نیست و اشتقلال کلمات از راه افزودن پیشوند و پسوند به کلمات ساده‌تر (از جمله ستاک فعل) حاصل می‌شود که هیچ تشابهی به زبان عربی ندارد و به همین دلیل تعریف‌هایی که نویسنده‌ی دستور جامع داده نارسا، نادرست، متناقض و گمراه‌کننده است.